# Milly-sur-Bradon
Milly-sur-Bradon é uma comuna francesa na região administrativa de Grande Leste, no departamento de Meuse. Estende-se por uma área de 10,4 km². Em 2010 a comuna tinha 156 habitantes (densidade: 15 hab./km²).